# Zygonoides fraseri
Zygonoides fraseri – gatunek ważki z rodziny ważkowatych (Libellulidae).